# Mah Li Lian
Pour les articles homonymes, voir Lian.
Mah Li Lian, née le 28 mai 1968,, est une joueuse de squash professionnelle représentant Singapour. 
Elle est championne  d'Asie individuelle à quatre reprises consécutivement de 1988 à 1994.

## Palmarès

### Victoires
- Championnats d'Asie : 4 titres (1988, 1990, 1992, 1994)
- Championnats d'Asie par équipes : 3 titres (1988, 1990, 1994)